# عبد الله علي الزامل
عبد الله علي الزامل (1914-1987) إعلامي وشاعر ومؤرخ ورسام سعودي، من أوائل المشاركين في إعداد البرامج التلفزيونية والإذاعية ذات الطابع الشعبي، وأحد مؤسسي الصفحات المعنية بالفنون الشعبية في الصحافة السعودية، وكان مشرفاً على لجنة الأدب الشعبي في الجمعية العربية السعودية للثقافة والفنون، إضافة إلى اهتمامه بالتأريخ، فقد أرخ لكلاً من الملك عبد العزيز آل سعود والملك فيصل في كتابي (أصدق البنود في تاريخ عبد العزيز آل سعود) و(فيصل بن عبد العزيز قائد أمة ورائد جيل)، وكان مولعاً بالشعر الفصيح وتميزت قصائده بالبساطة والبُعد عن التكلف اللغوي، ومارس الفن التشكيلي والرسم الساخر (الكاريكاتير) فهو من أوائل رساميه في الصحف السعودية.
يرجع تعدد مواهبه إلى أنه كان مدفوعاً بالحكمة القائلة: «العلم بالشيء خير من الجهل به»، وهكذا كان ينمي مواهبه في أكثر من اتجاه، صدرت له 8 مؤلفات منها ديوان جُمع فيه عدد من قصائده بعد وفاته، بعنوان (فقيد التراث الشعبي عبد الله الزامل) عام 1990م، ففي عام 1980م تعرض عبد الله الزامل لحادث سير، تسبب له في إصابات أقعدته عن العمل وأجبرته على ملازمة المنزل، فقضى 7 سنوات ما بين القراءة والكتابة والرسم، حتى توفي في 6 يونيو 1987م.

## حياته
ولد عام 1914م في عنيزة التابعة لمنطقة القصيم في السعودية، حيث يرجع نسبه بناء على ما دون في كتاب أنساب الأسر المتحضرة في نجد للعلامة حمد الجاسر أن ال الزامل هم أبناء زامل بن عبد الله بن سليم من آل بكر من آل جراح من بني ثور من سبيع.،
تلقى أساسيات التعليم في مسقط رأسه لدى أحد الكُتاب، فتعلم القراءة والكتابة والقرآن، وبعض العلوم الدينية والقواعد الحسابية، ثم انتقل عام 1925م ليدرس بشكل نظامي في مدارس مكة المكرمة، ثم التحق بالمعهد العلمي السعودي، ومنه إلى مدرسة (اللاسلكي) التي أتاحت له العمل في هذا المجال، فتنقل بعدها في عدد من الوظائف، ليستقر به الحال مفتشاً فنياً في وزارة النقل (المواصلات سابقاً) حتى أحيل للتقاعد عام 1973م.

## اهتماماته
- الاهتمام والإجادة بالمخابرات اللاسلكية بحكم دراسته وتخصصه.
- هواية جمع الطوابع.
- الاهتمام بالتراث والآثار والتحف القديمة.
- الاهتمام بالشعر الشعبي والشعر الفصيح.
- ترك مجموعة من القصائد الفصيحة.[7]

## مؤلفاته
1. فيصل بن عبد العزيز قائد أمة ورائد جيل، صدر عام 1970م.
2. أصدق البنود في تاريخ عبد العزيز آل سعود، ويُعد هذا الكتاب الصادر عام 1972م، من أهم المصادر في تاريخ الدولة السعودية ومرجع وثيق لحياة الملك عبد العزيز.
3. من الأدب الشعبي: تراجم وسير وبحث وتحليل، صدر عام 1978م.
4. الملحمة الشعبية في تأسيس الملك عبد العزيز آل سعود للمملكة العربية السعودية، صدر عام 1979م.
5. ديوان فقيد التراث الشعبي عبد الله علي الزامل، صدر عام 1990م.
6. أشجان شاعر (مجموعة قصائد)، صدر عام 1992م.
7. مقارنة الشعر العربي الفصيح والشعر النبطي المليح: أضواء على الأدب الشعبي.
8. لمحات وذكريات، صدر عام 2005م.[8]

## وصلات خارجية
- سخّر طاقاته ومواهبه في الإذاعة والتلفزيون والصحافة لخدمة الموروث الشعبي